# M-Health

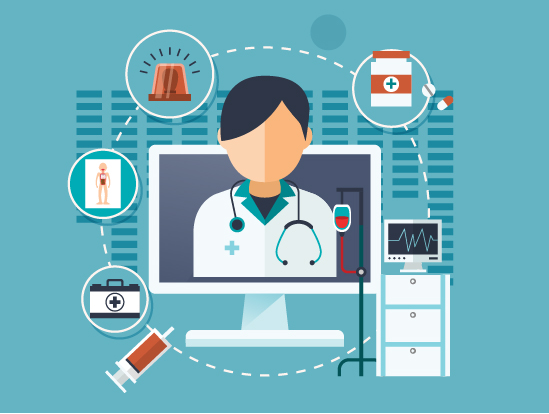

A M-Health (ou saúde móvel) é um campo emergente que se refere ao uso de dispositivos móveis, como smartphones, tablets e dispositivos vestíveis, para fornecer serviços de saúde e promover o bem-estar. Esse conceito abrange uma ampla gama de aplicativos e tecnologias que têm o objetivo de melhorar a qualidade dos cuidados de saúde, aumentar o acesso aos serviços médicos e incentivar os indivíduos a cuidarem da própria saúde.  
A M-Health aproveita a onipresença e a conectividade dos dispositivos móveis para facilitar a coleta de dados de saúde, o monitoramento remoto, o diagnóstico, o tratamento e a promoção da saúde. 

### Aplicações daM-Health[1]
- Monitoramento de saúde;
- Registros médicos eletrônicos;
- Gerenciamento de doenças crônicas;
- Promoção da saúde e prevenção de doenças;
- Educação médica e treinamento;
- Monitoramento de medicamentos e adesão ao tratamento;
- Aconselhamento e suporte para mudanças de estilo de vida;
- Monitoramento ambiental e de saúde pública;

Além disso, a M-Health tem o potencial de superar barreiras geográficas e financeiras, permitindo que pessoas em áreas remotas ou com recursos limitados acessem cuidados médicos de qualidade. Através da telemedicina e consultas remotas, os pacientes podem receber atendimento médico virtualmente, economizando tempo e custos de viagem.

## Legislação
Os serviços M-Health estão se tornando cada vez mais populares e enfrentam obstáculos no que diz respeito à garantia da segurança dos dados pessoais dos usuários, no entanto, apesar das atuais restrições legais em relação à regulamentação do processo de concepção, desenvolvimento, avaliação de risco-benefício e garantia da proteção das informações, é essencial superar essas barreiras para garantir a ampla adoção desses serviços e, para isso, alguns países implementaram leis que regulamentam a proteção de dados e os direitos dos indivíduos. 
No Brasil há as seguintes leis: 
- Lei nº 13.709, de 14 de agosto de 2018: Lei Geral de Proteção de Dados Pessoais;
- Lei nº 12.965, de 23 de abril de 2014 - Marco Civil da Internet - Estabelece princípios, garantias, direitos e deveres para o uso da Internet no Brasil.
- Resolução nº 1.643/2002 - Regulamentação da telemedicina no Brasil.

Nos Estados Unidos há a Lei Federal de Responsabilidade e Portabilidade de Seguros de Saúde (Health Insurance Portability and Accountability Act, HIPAA), de 1996, sendo o suporte legislativo da regulamentação dos dados digitais em saúde.

## Limitações
Além dos aspectos éticos envolvidos, existem obstáculos que dizem respeito à aceitação e o acesso à tecnologia. As tecnologias móveis têm um potencial maior de progresso quando sua implementação é feita em harmonia com os sistemas de saúde, levando em consideração tanto os desafios de locais regulatórios, questões legais, tecnológicas, financeiras, organizacionais e humanas. As limitações sociais também devem ser consideradas, tendo em vista que, muitos pacientes não possuem os dispositivos, infraestrutura adequada para a conectividade e conhecimento técnico para utilizar a ferramenta.

## M-Health na Saúde Auditiva
A deficiência auditiva pode impactar significativamente na qualidade de vida do indivíduo, levando à dificuldades de comunicação, saúde mental e interação social, diante disso, o Relatório Mundial da Saúde, desenvolvido pela Organização Mundial da Saúde (OMS), destaca que há uma necessidade de intensificar os esforços visando a prevenção e tratamento da perda auditiva, investindo e expandindo o acesso a serviços de saúde auditiva. A tecnologia móvel tem desempenhado um papel cada vez mais importante na área da saúde, e na saúde auditiva não é exceção. 

### Triagem auditiva
A identificação da deficiência auditiva envolve procedimentos de triagem ou rastreio auditivo que devem ser de fácil aplicação, rápidos e validados e uma das aplicações mais comuns da M-Health na saúde auditiva é a utilização de aplicativos móveis que realizam esses procedimentos. Esses aplicativos podem realizar testes de audição simples, permitindo que os usuários avaliem seu próprio nível de audição e identifiquem possíveis dificuldades auditivas. Além disso, trata-se de um recurso de fácil e rápida aplicação e baixo custo. Importante ressaltar que os aplicativos que possuem a finalidade de realizar a triagem auditiva devem ser pautados em evidências científicas com critérios de aplicação e de acurácia.   
A aplicação de triagens auditivas em dispositivos móveis pode ser viável, principalmente no contexto das Unidades Básicas de Saúde, com o objetivo de promover o cuidado em indivíduos com risco para perda auditiva, e aqueles que possuem acesso limitado a serviços especializados de saúde auditiva, mas ainda sim, é de extrema importância a realização da audiometria tonal, sendo o padrão ouro para o diagnóstico auditivo. 

### Reabilitação auditiva
A M-Health na saúde auditiva também oferece soluções de reabilitação, através de aplicativos móveis que podem fornecer exercícios e treinamento das habilidades auditivas, como figura-fundo, fechamento, memória, discriminação, ordenação e resolução temporal, atenção, entre outras. A utilização dos recursos tecnológicos possibilitam a padronização dos estímulos utilizados, no entanto, cabe destacar que deve-se estabelecer um controle acústico e a variação de estímulos, além de levar em consideração as diferentes habilidades auditivas, para realizar adequadamente a reabilitação por meio de tecnologias. 

### Aparelhos de amplificação sonora (AASI)[2][18]
A tecnologia móvel ainda está presente no uso de aparelhos de amplificação sonora (AASI), a integração de recursos móveis nos aparelhos auditivos amplia suas funcionalidades e oferece benefícios adicionais aos usuários.
- Conectividade Bluetooth: A tecnologia Bluetooth permite que os aparelhos auditivos se conectem a smartphones, tablets e outros dispositivos compatíveis. Isso permite a transmissão direta de áudio, como chamadas telefônicas, música ou outros conteúdos multimídia, para os aparelhos auditivos. A conectividade Bluetooth também pode ser usada para controlar os ajustes dos aparelhos auditivos por meio de aplicativos móveis.
- Aplicativos móveis: Os aplicativos móveis permitem que os usuários possam controlar e personalizar seus aparelhos auditivos usando seus smartphones. Esses aplicativos permitem ajustar o volume, trocar programas auditivos, modificar as configurações de equalização e. Além disso, eles podem fornecer informações sobre o status da bateria, o tempo de uso e outras estatísticas relevantes.
- Localização: Alguns aplicativos móveis para aparelhos auditivos podem usar recursos de geolocalização para armazenar configurações personalizadas com base na localização do usuário. Por exemplo, as configurações do aparelho auditivo podem ser ajustadas automaticamente quando o usuário chega em casa, no trabalho ou em outros locais predefinidos.
- Atualizações: Os usuários podem receber melhorias de desempenho, correções de bugs e novos recursos diretamente em seus aparelhos auditivos, sem a necessidade de visitar um centro de atendimento ou enviar seus dispositivos para atualização.

### Zumbido
A M-Health ainda oferece opções de tratamento e gerenciamento do zumbido, como os aplicativos móveis de terapia sonora, cujo objetivo é oferecer uma variedade de sons, como ruído branco, sons da natureza ou melodias suaves que podem auxiliar da redução da percepção do zumbido, além disso, pode-se utilizar o método de mascaramento e exercícios relaxantes, no entanto, esses aplicativos ainda são poucos suportados por evidências científicas.

### Promoção em Saúde Auditiva
Através de aplicativos móveis, as pessoas podem acessar informações educacionais sobre saúde auditiva, aprender sobre práticas de proteção auditiva e obter orientações sobre como manter a saúde auditiva. Essas ferramentas podem aumentar a conscientização sobre a importância da audição e promover a adoção de medidas preventivas. 

É importante ressaltar que a M-Health na saúde auditiva não substitui a consulta a profissionais qualificados. Os aplicativos e dispositivos móveis podem ser uma ferramenta complementar valiosa, mas é fundamental que um diagnóstico e tratamento adequados sejam realizados por profissionais de saúde auditiva treinados, como fonoaudiólogos e médicos otorrinolaringologistas. 